# João Ferreira, Senhor de Cavaleiros
João Ferreira, Senhor de Cavaleiros (1350 -?) foi um nobre e Rico-homem do Reino de Portugal, onde foi senhor do Morgadio de Cavaleiros e da Casa de Cavaleiros que foi pertença da família de Cavaleiros do Outeiro Maior, na freguesia portuguesa do concelho de Vila do Conde. O morgadio de Cavaleiro foi fundado por seu pai, Martim Ferreira.

## Relações familiares
Foi filho de Martim Ferreira (1325 -?) e pai de:
1. Senhorinha Anes Ferreira (1375 -?) que casou com Lourenço Anes Amado (1370 -?), Alcaide-mor do Castelo de Penedono;
2. Maria Ferreira casada com Diogo Gonçalves de Azevedo.